# Atletismo nos Jogos Olímpicos de Verão de 2024 - 20 km marcha atlética masculina
A prova dos 20 km de marcha atlética masculina do atletismo nos Jogos Olímpicos de Verão de 2024 ocorreu em 1 de agosto de 2024 num percurso montado ao redor da Praça do Trocadéro, em Paris. Um total de 49 atletas de 25 Comitês Olímpicos Nacionais (CON) participaram do evento.

## Qualificação
Para a prova de 20 km de marcha atlética masculina, o período de qualificação foi entre 31 de dezembro de 2022 e 30 de junho de 2024. 48 atletas conseguiram se classificar para a prova, com no máximo três atletas por nação, no padrão de classificação de 1:20:10 ou mais rápido ou pelo Ranking Mundial de Atletismo para este evento.

## Formato
O evento consiste de uma única corrida, já valendo a definição das medalhas.

## Calendário
Horário local (UTC+2)
| Data                | Horário | Fase  |
| ------------------- | ------- | ----- |
| 1 de agosto de 2024 | 8:00    | Final |

## Medalhistas
| Ouro   | ECU Brian Pintado |
| Prata  | BRA Caio Bonfim   |
| Bronze | ESP Álvaro Martin |

## Recordes
Antes desta competição, os recordes mundiais e olímpicos da prova eram os seguintes:
| Tipo | Atleta        | Tempo   | Local   | Data                |
| ---- | ------------- | ------- | ------- | ------------------- |
|      | Yūsuke Suzuki | 1:16:36 | Nomi    | 15 de março de 2015 |
|      | Chen Ding     | 1:18.46 | Londres | 4 de agosto de 2012 |

### Por região
| Região                             | Tempo   | Atleta              | País      |
| ---------------------------------- | ------- | ------------------- | --------- |
| África                             | 1:18:23 | Samuel Gathimba     | Quênia    |
| Ásia                               | 1:16:36 | Yūsuke Suzuki       | Japão     |
| Europa                             | 1:17:02 | Yohann Diniz        | França    |
| América do Norte, Central e Caribe | 1:17:46 | Julio René Martínez | Guatemala |
| Oceania                            | 1:17:33 | Nathan Deakes       | Austrália |
| América do Sul                     | 1:17:21 | Jefferson Pérez     | Equador   |

## Resultados
A prova foi disputada em 1 de agosto, às 8:00 locais.
Penalizações
Cada vez que um atleta descumpre uma das regras da modalidade, recebe um cartão como advertência que pode ser:
- Contato perdido com o solo (~)
- Dobramento dos joelhos (>)

Se um atleta receber três cartões durante a prova precisa ficar parado na zona de penalidade durante 300 segundos. No quarto cartão é automaticamente desclassificado.
| Pos.              | Atleta                  | CON               | Tempo   | Diferença | Notas                |
| ----------------- | ----------------------- | ----------------- | ------- | --------- | -------------------- |
| Medalha de ouro   | Brian Pintado           | ECU Equador       | 1:18:55 |           |                      |
| Medalha de prata  | Caio Bonfim             | BRA Brasil        | 1:19:09 | +0:14     | ~~                   |
| Medalha de bronze | Álvaro Martín           | ESP Espanha       | 1:19:11 | +0:16     |                      |
| 4                 | Massimo Stano           | ITA Itália        | 1:19:12 | +0:17     |                      |
| 5                 | Evan Dunfee             | CAN Canadá        | 1:19:16 | +0:21     |                      |
| 6                 | Misgana Wakuma          | ETH Etiópia       | 1:19:31 | +0:36     | ~                    |
| 7                 | Koki Ikeda              | JPN Japão         | 1:19:41 | +0:46     |                      |
| 8                 | Yuta Koga               | JPN Japão         | 1:19:50 | +0:55     | ~~                   |
| 9                 | Aurélien Quinion        | FRA França        | 1:19:56 | +1:01     | Recorde pessoal      |
| 10                | Zhang Jun               | CHN China         | 1:19:56 | +1:01     | ~~                   |
| 11                | Declan Tingay           | AUS Austrália     | 1:19:56 | +1:01     | ~                    |
| 12                | Rhydian Cowley          | AUS Austrália     | 1:20:04 | +1:09     |                      |
| 13                | Noel Chama              | MEX México        | 1:20:19 | +1:24     |                      |
| 14                | Ricardo Ortiz           | MEX México        | 1:20:27 | +1:32     |                      |
| 15                | David Hurtado           | ECU Equador       | 1:20:30 | +1:35     |                      |
| 16                | Callum Wilkinson        | GBR Grã-Bretanha  | 1:20:31 | +1:36     |                      |
| 17                | Paul McGrath            | ESP Espanha       | 1:20:32 | +1:37     |                      |
| 18                | Ryo Hamanishi           | JPN Japão         | 1:20:33 | +1:38     | ~                    |
| 19                | Christopher Linke       | GER Alemanha      | 1:20:35 | +1:40     |                      |
| 20                | Francesco Fortunato     | ITA Itália        | 1:20:38 | +1:43     | ~                    |
| 21                | Perseus Karlström       | SWE Suécia        | 1:21:05 | +2:10     |                      |
| 22                | Samuel Gathimba         | KEN Quênia        | 1:21:26 | +2:31     | ~                    |
| 23                | Leo Köpp                | GER Alemanha      | 1:21:36 | +2:41     |                      |
| 24                | Gabriel Bordier         | FRA França        | 1:21:40 | +2:45     |                      |
| 25                | Jordy Jiménez           | ECU Equador       | 1:21:44 | +2:49     |                      |
| 26                | Luis Henry Campos       | PER Peru          | 1:22:00 | +3:05     | Recorde da temporada |
| 27                | Artur Brzozowski        | POL Polônia       | 1:22:11 | +3:16     | ~                    |
| 28                | Max Batista             | BRA Brasil        | 1:22:16 | +3:21     | ~                    |
| 29                | Maher Ben Hlima         | POL Polônia       | 1:22:34 | +3:39     |                      |
| 30                | Vikash Singh            | IND Índia         | 1:22:36 | +3:41     |                      |
| 31                | Li Yandong              | CHN China         | 1:22:46 | +3:51     | ~                    |
| 32                | Aku Partanen            | FIN Finlândia     | 1:22:56 | +4:01     | >                    |
| 33                | Diego García            | ESP Espanha       | 1:23:10 | +4:15     |                      |
| 34                | Dominik Černý           | SVK Eslováquia    | 1:23:25 | +4:30     |                      |
| 35                | Kyle Swan               | AUS Austrália     | 1:23:32 | +4:37     |                      |
| 36                | Wang Zhaozhao           | CHN China         | 1:23:40 | +4:45     | ~                    |
| 37                | Paramjeet Singh Bisht   | IND Índia         | 1:23:48 | +4:53     | ~                    |
| 38                | José Alejandro Barrondo | GUA Guatemala     | 1:24:17 | +5:22     | ~                    |
| 39                | Matheus Corrêa          | BRA Brasil        | 1:24:25 | +5:30     | ~>~                  |
| 40                | Ihor Hlavan             | UKR Ucrânia       | 1:24:52 | +5:57     | ~>~                  |
| 41                | Riccardo Orsoni         | ITA Itália        | 1:25:08 | +6:13     | >                    |
| 42                | Choe Byeong-kwang       | KOR Coreia do Sul | 1:26:15 | +7:20     | ~                    |
| 43                | Érick Barrondo          | GUA Guatemala     | 1:26:19 | +7:24     | ~~~                  |
| 44                | Máté Helebrandt         | HUN Hungria       | 1:27:17 | +8:22     | ~~                   |
| 45                | Salih Korkmaz           | TUR Turquia       | 1:29:05 | +10:10    | Recorde da temporada |
| 46                | Bence Venyercsán        | HUN Hungria       | 1:29:14 | +10:19    | ~~>                  |
| —                 | César Rodríguez         | PER Peru          | DNF     |           | ~~                   |
| —                 | Akshdeep Singh          | IND Índia         | DNF     |           |                      |
| —                 | José Luis Doctor        | MEX México        | DSQ     |           | ~~~~                 |

Legenda
| Recorde mundial      | Recorde mundial (World record)               |                       | Recorde africano                      | Recorde africano (African) |                                           | Q | Classificado por posição (Qualified) |
| Recorde olímpico     | Recorde olímpico (Olympic record)            | Recorde da América    | Recorde da América (Americas)         | q                          | Classificado por melhor tempo (Qualified) |   |                                      |
| Melhor marca do ano  | Melhor marca do ano (World leading)          | Recorde asiático      | Recorde asiático (Asian)              | DNS                        | Não largou (Did not start)                |   |                                      |
| Recorde nacional     | Recorde nacional (National record)           | Recorde europeu       | Recorde europeu (European)            | DNF                        | Não terminou (Did not finish)             |   |                                      |
| Recorde pessoal      | Recorde pessoal do atleta (Personal best)    | Recorde da Oceania    | Recorde da Oceania (Oceania)          | DSQ / DQ                   | Desclassificado (Disqualified)            |   |                                      |
| Recorde da temporada | Recorde da temporada do atleta (Season best) | Recorde sul-americano | Recorde sul-americano (South America) | NM                         | Sem marca (No mark)                       |   |                                      |